# Morti il 5 ottobre
| Questa pagina contiene informazioni ricavate automaticamente dalle voci biografiche con l'ausilio del template Bio e di un bot. L'aggiornamento è periodico e automatico e ricostruisce completamente la pagina. Se manca una persona in questa lista, sei pregato di non aggiungerla, ma accertati piuttosto che la sua voce biografica contenga il template Bio e che i dati anagrafici siano correttamente compilati. Se il template Bio manca, inseriscilo tu stesso o, in alternativa, metti l'avviso {{tmp\|Bio}} che ne segnala la mancanza. Se i dati riportati sono sbagliati, correggi direttamente la voce biografica; le modifiche saranno visibili in questa lista entro pochi giorni. Per chiarimenti vedi il progetto biografie. La lista contiene solo le 529 persone che sono citate nell'enciclopedia e per le quali è stato implementato correttamente il template Bio. Pagina aggiornata al 9 ago 2025. |

## VI secolo(3)
- 541 - Placido, monaco cristiano e santo italiano (n. 515)
- 546 - Gallo di Aosta, vescovo e santo italiano
- 578 - Giustino II, imperatore bizantino

## VII secolo(1)
- 610 - Foca, imperatore bizantino (n. 547)

## VIII secolo(1)
- 785 - Ōtomo no Yakamochi, politico e poeta giapponese (n. 718)

## X secolo(1)
- 989 - Enrico III di Baviera, nobile tedesco (n. 940)

## XI secolo(2)
- 1016 - Wichmann III, nobile tedesco
- 1056 - Enrico III il Nero, sovrano tedesco (n. 1016)

## XII secolo(3)
- 1111 - Roberto II di Fiandra, cavaliere medievale normanno
- 1112 - Sigebert di Gembloux, belga
- 1131 - Federico I di Schwarzenburg, arcivescovo cattolico tedesco

## XIII secolo(3)
- 1214 - Alfonso VIII di Castiglia, sovrano (n. 1155)
- 1239 - Roberto di Courtenay, nobile francese
- 1285 - Filippo III di Francia, re francese (n. 1245)

## XIV secolo(11)
- 1308 - Guido II de la Roche, duca (n. 1280)
- 1314 - Alessandro Bonino, teologo e religioso italiano (n. 1268)
- 1320 - Pietro Pattarini, giurista italiano
- 1331 - Edmondo Plantageneto, II conte di Kent, nobile inglese (n. 1326)
- 1346 - Raimondo Guglielmo des Fargues, cardinale francese
- 1354 - Giovanni Visconti, arcivescovo cattolico italiano
- 1355 - Bettina D'Andrea, giurista italiana (n. 1311)
- 1392 - Yusuf II di Granada, sultano
- 1398 - Bianca di Navarra, regina francese (n. 1333)
- 1399 - Raimondo da Capua, religioso italiano
- 1399 - Silvestro dei Gherarducci, miniatore e pittore italiano (n. 1339)

## XV secolo(5)
- 1470 - Matteo Carreri, religioso italiano (n. 1420)
- 1475 - Paolo Moerich, religioso e scultore tedesco
- 1491 - Jean Balue, cardinale e vescovo cattolico francese (n. 1421)
- 1496 - Gilberto di Borbone-Montpensier, conte
- 1499 - Nicoletto Vernia, filosofo, astrologo e medico italiano (n. 1428)

## XVI secolo(17)
- 1510 - Giovanni Stefano Ferrero, cardinale e vescovo cattolico italiano (n. 1474)
- 1511 - Francesco Maria Rangoni, politico e ambasciatore italiano
- 1512 - Sofia di Polonia, nobildonna polacca (n. 1464)
- 1523 - Boghislao X di Pomerania, duca tedesco (n. 1454)
- 1528 - Richard Foxe, vescovo cattolico britannico
- 1535 - Bernardo di Lussemburgo, teologo tedesco
- 1555 - Edward Wotton, medico inglese (n. 1492)
- 1557 - Askari Mirza, principe indiano (n. 1518)
- 1557 - Caramuru, esploratore portoghese (n. 1475)
- 1557 - Kamran Mirza, principe e poeta indiano (n. 1512)
- 1557 - Bacchiacca, pittore italiano (n. 1494)
- 1559 - Giovanni Battista Folengo, monaco cristiano e teologo italiano (n. 1490)
- 1564 - Pierre de Manchicourt, musicista e compositore francese
- 1565 - Lodovico Ferrari, matematico italiano (n. 1522)
- 1579 - Matsudaira Nobuyasu, militare giapponese (n. 1559)
- 1593 - Isabella Gonzaga, nobildonna italiana (n. 1574)
- 1597 - Luca Antonio Resta, vescovo cattolico italiano

## XVII secolo(19)
- 1605 - Pierre Simons, vescovo cattolico belga (n. 1538)
- 1606 - Philippe Desportes, poeta francese (n. 1546)
- 1619 - Konrad Schlüsselburg, teologo tedesco (n. 1543)
- 1620 - Giovanni Angelo d'Altemps, II duca di Gallese, nobile e letterato italiano (n. 1587)
- 1626 - Guillaume Catel, storico francese (n. 1560)
- 1629 - Heribert Rosweyde, biografo e gesuita olandese (n. 1569)
- 1637 - Benedetto Drei, architetto italiano
- 1650 - Matsudaira Tadanao, militare giapponese (n. 1595)
- 1650 - Alessandro Vittrici, vescovo cattolico, collezionista d'arte e funzionario italiano (n. 1595)
- 1657 - Bartholomeus Breenbergh, pittore, incisore e disegnatore olandese (n. 1598)
- 1660 - Diomede V Carafa, duca (n. 1611)
- 1664 - Girolamo Nicolino, storico e giurista italiano (n. 1604)
- 1671 - Gioacchino Ernesto di Schleswig-Holstein-Sonderburg-Plön, nobile danese (n. 1595)
- 1673 - Francesco Grue, ceramista italiano (n. 1618)
- 1678 - Edvige Ulfeldt, contessa danese (n. 1626)
- 1682 - Flaminio Taja, cardinale italiano (n. 1600)
- 1684 - Francesco Albizzi, cardinale italiano (n. 1593)
- 1685 - Dionisio Bellante, violinista e compositore italiano (n. 1610)
- 1687 - Michail Andreevič Golicyn, politico russo (n. 1639)

## XVIII secolo(19)
- 1706 - Elisabetta Albertina di Anhalt-Dessau, nobile (n. 1665)
- 1707 - Daniel Speer, compositore e scrittore tedesco (n. 1636)
- 1714 - Ekken Kaibara, scrittore, filosofo e botanico giapponese (n. 1630)
- 1727 - Luka Mislej, artista sloveno (n. 1670)
- 1730 - Paolo Alboni, pittore italiano (n. 1665)
- 1730 - Domenico Tanzella, presbitero italiano (n. 1650)
- 1738 - Antonio Amorosi, pittore italiano (n. 1660)
- 1743 - Henry Carey, drammaturgo e poeta inglese (n. 1687)
- 1746 - Tommaso Nasini, pittore italiano (n. 1663)
- 1763 - Augusto III di Polonia, sovrano (n. 1696)
- 1777 - Baldassarre Maria Remondini, vescovo cattolico e scrittore italiano (n. 1698)
- 1779 - André Le Breton, tipografo e editore francese (n. 1708)
- 1779 - Giuseppe Vincentini, arcivescovo cattolico, funzionario e diplomatico italiano (n. 1717)
- 1781 - Sofia Carlotta di Anhalt-Bernburg-Schaumburg-Hoym, nobile (n. 1743)
- 1783 - Tommaso Perelli, astronomo italiano (n. 1704)
- 1786 - Johann Gottlieb Gleditsch, botanico tedesco (n. 1714)
- 1793 - José del Castillo, pittore e incisore spagnolo (n. 1737)
- 1799 - António Dinis da Cruz e Silva, poeta e magistrato portoghese (n. 1731)
- 1799 - Wilhelm Cramer, violinista e direttore d'orchestra tedesco (n. 1746)

## XIX secolo(64)
- 1804 - Madame Vestris, attrice teatrale francese (n. 1743)
- 1805 - Charles Cornwallis, I marchese Cornwallis, generale, nobile e politico britannico (n. 1738)
- 1806 - Giovanni Battista Ciughi, religioso e storico italiano (n. 1737)
- 1811 - Adolf Ulrik Wertmüller, pittore svedese (n. 1751)
- 1812 - Carlo Augusto del Palatinato-Zweibrücken, nobile e militare tedesco (n. 1784)
- 1813 - Eleonore Prochaska, militare prussiana (n. 1785)
- 1813 - Tecumseh, politico nativo americano
- 1816 - Camilo Torres Tenorio, politico colombiano (n. 1766)
- 1818 - Joachim Godske Moltke, politico danese (n. 1746)
- 1820 - Augustin Barruel, gesuita, saggista e scrittore francese (n. 1741)
- 1830 - Luigia Polzelli, mezzosoprano italiano
- 1831 - Pietro Terziani, compositore italiano (n. 1763)
- 1834 - María Josefa Pimentel, duchessa di Osuna, nobildonna spagnola (n. 1750)
- 1837 - Ortensia di Beauharnais, regina francese (n. 1783)
- 1841 - Joseph Aude, drammaturgo e poeta francese (n. 1755)
- 1844 - Alexander von Benckendorff, generale russo (n. 1781)
- 1844 - George Chichester, II marchese di Donegall, nobile e politico irlandese (n. 1769)
- 1845 - Teodoro Monticelli, presbitero e naturalista italiano (n. 1759)
- 1847 - Angelico Cattaneo, religioso svizzero (n. 1769)
- 1847 - Federico Ferdinando d'Asburgo-Teschen, ammiraglio austriaco (n. 1821)
- 1848 - Alberto Lista, poeta, matematico e giornalista spagnolo (n. 1775)
- 1848 - Otto Berend von Möller, ammiraglio russo (n. 1764)
- 1850 - Lodewijk van Heiden, ammiraglio olandese (n. 1772)
- 1851 - Marie Jules César Savigny, botanico e zoologo francese (n. 1777)
- 1852 - Achille Richard, botanico francese (n. 1794)
- 1853 - Mahlon Dickerson, giurista e politico statunitense (n. 1770)
- 1855 - Johannes Fallati, statistico e economista tedesco (n. 1809)
- 1855 - Thomas Mitchell, esploratore scozzese (n. 1792)
- 1860 - Aleksej Stepanovič Chomjakov, poeta, filosofo e teologo russo (n. 1804)
- 1861 - Luigi Lezzani, poeta e traduttore italiano (n. 1818)
- 1864 - Imre Madách, drammaturgo e scrittore ungherese (n. 1823)
- 1867 - Achille Fould, politico e banchiere francese (n. 1800)
- 1869 - Laurent Cerise, medico francese (n. 1807)
- 1873 - Karl Anton Josef von Baltin, generale austriaco (n. 1804)
- 1873 - John C. Bowers, imprenditore, organista e religioso statunitense (n. 1811)
- 1874 - Barry Cornwall, poeta inglese (n. 1787)
- 1874 - Charles-Mathias Simons, politico lussemburghese (n. 1802)
- 1874 - Francis Walker, entomologo inglese (n. 1809)
- 1877 - Looking Glass, nativo americano (n. 1832)
- 1878 - Jacob P. Chamberlain, agricoltore, mercante e politico statunitense (n. 1802)
- 1878 - Francis Grant, pittore e scrittore scozzese (n. 1803)
- 1879 - Giovanni Chiarini, esploratore italiano (n. 1849)
- 1880 - William Lassell, astronomo e ottico inglese (n. 1799)
- 1880 - Jacques Offenbach, compositore e violoncellista tedesco (n. 1819)
- 1880 - Roberto Sava, medico, filosofo e naturalista italiano (n. 1802)
- 1882 - Karl Felix Halm, filologo classico e bibliotecario tedesco (n. 1809)
- 1882 - Giovanni Raffaele, medico e politico italiano (n. 1804)
- 1885 - Daniel Alcides Carrión, peruviano (n. 1857)
- 1885 - Thomas C. Durant, imprenditore statunitense (n. 1820)
- 1886 - Marcantonio V Borghese, nobile romano (n. 1814)
- 1886 - Alfredo di Salm-Salm, principe e politico tedesco (n. 1814)
- 1888 - Kanō Hōgai, pittore giapponese (n. 1828)
- 1888 - Joseph Taylor, calciatore scozzese (n. 1851)
- 1889 - Carl von Czoernig-Czernhausen, statistico e storico austriaco (n. 1804)
- 1891 - Giovanni Caselli, abate e inventore italiano (n. 1815)
- 1892 - George-Albert Aurier, scrittore e critico d'arte francese (n. 1865)
- 1892 - Angelo Marescotti, economista e politico italiano (n. 1815)
- 1892 - Giovanni Ricci, militare e politico italiano (n. 1813)
- 1892 - Attilio Valentini, giornalista italiano (n. 1859)
- 1892 - Eugène de Sartiges, diplomatico e scrittore francese (n. 1809)
- 1894 - Vincenzo Botta, politico e scrittore italiano (n. 1818)
- 1894 - Giacomo Segre, militare italiano (n. 1839)
- 1896 - William Pollock, scacchista inglese (n. 1859)
- 1896 - Giovanni Bernardino Pollinari, pittore italiano (n. 1813)

## XX secolo(214)
- 1904 - Ferdinando Avogadro di Collobiano, politico italiano (n. 1833)
- 1904 - Enrico Panzacchi, poeta, critico d'arte e politico italiano (n. 1840)
- 1905 - Giulio Hardouin, I duca di Gallese, nobile e militare francese (n. 1823)
- 1906 - Friedrich Konrad Beilstein, chimico russo (n. 1838)
- 1908 - Friedrich Bezold, medico tedesco (n. 1842)
- 1909 - Leopoldo De Feis, archeologo e presbitero italiano (n. 1844)
- 1910 - Ernst Viktor von Leyden, neurologo e medico tedesco (n. 1832)
- 1912 - Lewis Boss, astronomo statunitense (n. 1846)
- 1913 - Giuseppe Foschiani, vescovo cattolico italiano (n. 1848)
- 1913 - Patrick Augustine Sheehan, religioso irlandese (n. 1852)
- 1914 - Andrea Guarneri, politico italiano (n. 1826)
- 1914 - Adolfo Giuseppe di Schwarzenberg, nobile, politico e imprenditore boemo (n. 1832)
- 1916 - Antonio Argenti, scultore italiano (n. 1845)
- 1916 - Francesco Barbieri, militare italiano (n. 1894)
- 1916 - Giuseppe Perrucchetti, generale italiano (n. 1839)
- 1916 - Giovanni Battista Tassara, scultore e patriota italiano (n. 1841)
- 1917 - Guglielmo Ciardi, pittore italiano (n. 1842)
- 1917 - Achille Papa, generale italiano (n. 1863)
- 1918 - Augusto Agabiti, teosofo italiano (n. 1879)
- 1918 - Gino Allegri, militare e aviatore italiano (n. 1893)
- 1918 - Roland Garros, aviatore francese (n. 1888)
- 1918 - Johannes Kohtz, compositore di scacchi tedesco (n. 1843)
- 1918 - Robert Ross, critico letterario e giornalista canadese (n. 1869)
- 1919 - Wilhelm Anton Neumann, religioso e archeologo austriaco (n. 1837)
- 1921 - Georg Treu, archeologo russo (n. 1843)
- 1923 - Hermann Möller, linguista e filologo danese (n. 1850)
- 1924 - Dezideriu Jacobi, calciatore rumeno (n. 1900)
- 1925 - Anna Schäffer, santa tedesca (n. 1882)
- 1925 - Giuseppe Viner, disegnatore, pittore e fotografo italiano (n. 1875)
- 1925 - Władysław Michał Zaleski, diplomatico e patriarca cattolico polacco (n. 1852)
- 1926 - Mari Jászai, attrice ungherese (n. 1850)
- 1926 - Bartolo Longo, italiano (n. 1841)
- 1926 - Dorothy Tennant, pittrice inglese (n. 1855)
- 1927 - Carlo Vegezzi Bossi, organaro italiano (n. 1858)
- 1927 - Sam Warner, produttore cinematografico statunitense (n. 1887)
- 1928 - George Beban, attore, sceneggiatore e regista statunitense (n. 1873)
- 1930 - Ethel Arnold, giornalista, scrittrice e docente britannica (n. 1864)
- 1930 - Giacomo Bonicelli, avvocato e politico italiano (n. 1861)
- 1930 - Aleksandr Pavlovič Kutepov, militare e politico russo (n. 1882)
- 1931 - José Bacigaluppi, dirigente sportivo argentino
- 1931 - Wilhelm Heidkamp, militare tedesco (n. 1883)
- 1931 - Selma Rıza, giornalista turca (n. 1872)
- 1933 - Renée Adorée, attrice francese (n. 1898)
- 1933 - Nikolaj Nikolaevič Judenič, generale e politico russo (n. 1862)
- 1933 - Adolfo Tommasi, pittore italiano (n. 1851)
- 1934 - Erminio Juvalta, filosofo italiano (n. 1863)
- 1934 - Alessandro Martelli, geologo e politico italiano (n. 1876)
- 1934 - Jean Vigo, regista francese (n. 1905)
- 1935 - Étienne Larue, missionario e vescovo cattolico francese (n. 1865)
- 1936 - Jan Jacob Slauerhoff, poeta olandese (n. 1898)
- 1938 - Sebastiano Castagna, militare e ingegnere italiano (n. 1868)
- 1938 - Maria Faustina Kowalska, religiosa polacca (n. 1905)
- 1940 - Silvestre Revueltas, compositore, direttore d'orchestra e violinista messicano (n. 1899)
- 1941 - E. H. Calvert, attore e regista statunitense (n. 1863)
- 1942 - Giuseppe Cassioli, pittore e scultore italiano (n. 1865)
- 1942 - Dorothea Klumpke, astronoma statunitense (n. 1861)
- 1942 - Nikolaj Aleksandrovič Miljutin, politico, architetto e urbanista sovietico (n. 1889)
- 1943 - Anselmo Anselmi, notaio italiano (n. 1863)
- 1943 - Bernile Nienau, tedesca (n. 1926)
- 1943 - James Fortescue Flannery, ingegnere e politico britannico (n. 1851)
- 1943 - Mario Gigante, ufficiale italiano (n. 1898)
- 1943 - Domenico Pennestrì, ufficiale italiano (n. 1899)
- 1943 - Leon Roppolo, clarinettista statunitense (n. 1902)
- 1943 - Carlo Santagata, partigiano italiano (n. 1927)
- 1943 - Nicola Sernia, partigiano italiano (n. 1910)
- 1943 - Bruno Vattovaz, canottiere italiano (n. 1912)
- 1944 - Gustavo di Danimarca, principe danese (n. 1887)
- 1944 - Ugo Gigliarelli Fiumi, generale italiano (n. 1880)
- 1944 - Jean Lavallée, militare e partigiano francese (n. 1913)
- 1944 - Bruno Tosarelli, partigiano italiano (n. 1912)
- 1944 - Giuseppe Ugonia, pittore e litografo italiano (n. 1881)
- 1945 - Gregorio Agnini, politico e imprenditore italiano (n. 1856)
- 1946 - István Bethlen, politico ungherese (n. 1874)
- 1946 - Patrick Bowes-Lyon, nobile e tennista britannico (n. 1863)
- 1946 - Alberto Marvelli, ingegnere e politico italiano (n. 1918)
- 1946 - Emanuele Sella, economista italiano (n. 1879)
- 1947 - Giuseppe Emanuele Modigliani, politico, avvocato e antifascista italiano (n. 1872)
- 1948 - Umberto Coromaldi, pittore italiano (n. 1870)
- 1949 - Wilhelm Paulcke, geologo, scialpinista e alpinista tedesco (n. 1873)
- 1949 - George Joseph Ryan, pedagogo e educatore statunitense (n. 1872)
- 1950 - Robert Beale, calciatore inglese (n. 1884)
- 1950 - George Desvallières, pittore francese (n. 1861)
- 1950 - Frederic Lewy, neurologo tedesco (n. 1885)
- 1951 - Luigi Basile, politico italiano (n. 1869)
- 1951 - Ernesto Borel, calciatore italiano (n. 1889)
- 1953 - Piet de Brouwer, arciere olandese (n. 1880)
- 1953 - Ettore Sottsass, architetto italiano (n. 1892)
- 1953 - Friedrich Wolf, scrittore, drammaturgo e diplomatico tedesco (n. 1888)
- 1954 - Flor Alpaerts, compositore e direttore d'orchestra belga (n. 1876)
- 1954 - Oscar Charleston, giocatore di baseball statunitense (n. 1896)
- 1954 - Giovanni Ciraolo, avvocato, giornalista e politico italiano (n. 1873)
- 1954 - Ernesto Sabbatini, attore, regista teatrale e direttore artistico italiano (n. 1878)
- 1955 - Tommy Browell, calciatore inglese (n. 1892)
- 1956 - Juan Armet, calciatore e allenatore di calcio spagnolo (n. 1895)
- 1956 - Helen Lindroth, attrice svedese (n. 1874)
- 1956 - Stefano Oxilia, calciatore italiano (n. 1904)
- 1957 - José Leandro Andrade, calciatore uruguaiano (n. 1901)
- 1957 - Ernesta Bittanti Battisti, giornalista e scrittrice italiana (n. 1871)
- 1959 - Gyula Rumbold, calciatore ungherese (n. 1887)
- 1959 - Alberto Zardo, pittore e illustratore italiano (n. 1876)
- 1960 - Alfred Kroeber, antropologo statunitense (n. 1876)
- 1961 - Giovanni Bucci, scrittore italiano (n. 1883)
- 1961 - Booker Little, trombettista statunitense (n. 1938)
- 1961 - Cleto Locatelli, pugile italiano (n. 1906)
- 1961 - Giuseppe Piccioli, pianista, compositore e musicologo italiano (n. 1905)
- 1962 - Sylvia Beach, editrice statunitense (n. 1887)
- 1962 - Agilulfo Caramia, politico e avvocato italiano (n. 1885)
- 1962 - Rasmus Rasmussen, scrittore, politico e insegnante faroese (n. 1871)
- 1963 - Gaetano Barbareschi, sindacalista e politico italiano (n. 1889)
- 1964 - Jean-Baptiste Janssens, gesuita belga (n. 1889)
- 1965 - Claus Cito, scultore lussemburghese (n. 1882)
- 1965 - Angelo Rossini, arcivescovo cattolico italiano (n. 1890)
- 1966 - Vittorio Corona, pittore italiano (n. 1901)
- 1966 - Arturo Maroni, matematico italiano (n. 1873)
- 1967 - Clifton Williams, astronauta statunitense (n. 1932)
- 1969 - Renato Bitossi, politico, sindacalista e antifascista italiano (n. 1899)
- 1969 - Renato Donatelli, cardiochirurgo italiano (n. 1927)
- 1971 - Ahmet Bilek, lottatore turco (n. 1932)
- 1971 - Giuseppe Fiocco, storico dell'arte e critico d'arte italiano (n. 1884)
- 1971 - Ángel Romo, allenatore di calcio spagnolo (n. 1896)
- 1971 - Vincenzo Visceglia, editore italiano (n. 1903)
- 1972 - Henry Dreyfuss, designer statunitense (n. 1904)
- 1972 - Ivan Antonovič Efremov, paleontologo e scrittore di fantascienza russo (n. 1908)
- 1972 - Solomon Lefschetz, matematico e ingegnere turco (n. 1884)
- 1973 - Clem Ruh, cestista statunitense (n. 1915)
- 1973 - Milunka Savić, militare serba (n. 1888)
- 1974 - Alexandre Derevitsky, compositore e direttore d'orchestra italiano (n. 1909)
- 1974 - Richard Küchen, ingegnere, progettista e imprenditore tedesco (n. 1898)
- 1974 - Virgil Miller, direttore della fotografia e effettista statunitense (n. 1887)
- 1974 - Zalman Shazar, politico, scrittore e poeta bielorusso (n. 1889)
- 1976 - Barbara Nichols, attrice statunitense (n. 1928)
- 1976 - Lars Onsager, chimico e fisico norvegese (n. 1903)
- 1976 - Richard Rokita, militare tedesco (n. 1894)
- 1976 - Alfio Russo, giornalista italiano (n. 1902)
- 1977 - Alfio Berretta, giornalista, scrittore e commediografo italiano (n. 1897)
- 1977 - Otto Fehlmann, calciatore svizzero (n. 1889)
- 1977 - Jan Jagmin-Sadowski, generale polacco (n. 1895)
- 1977 - Eugenio Giuseppe Togliatti, matematico italiano (n. 1890)
- 1978 - Myrtle Anderson, attrice statunitense (n. 1907)
- 1978 - Harold Barron, ostacolista statunitense (n. 1894)
- 1978 - Attilio Castrogiovanni, politico e avvocato italiano (n. 1908)
- 1978 - José Luccioni, tenore francese (n. 1903)
- 1979 - Luigi Bernardi, calciatore e allenatore di calcio italiano (n. 1907)
- 1979 - Mihály Kincses, calciatore e allenatore di calcio ungherese (n. 1918)
- 1979 - Ken Strong, giocatore di football americano statunitense (n. 1906)
- 1980 - Nanni De Angelis, attivista e politico italiano (n. 1958)
- 1980 - Émile Scharwath, calciatore francese (n. 1904)
- 1981 - Gloria Grahame, attrice statunitense (n. 1925)
- 1981 - Rodolphe Guilland, bizantinista francese (n. 1888)
- 1981 - Helge Gustafsson, ginnasta svedese (n. 1900)
- 1981 - Clotilde Marghieri, scrittrice italiana (n. 1897)
- 1981 - Anđelko Marušić, calciatore jugoslavo (n. 1911)
- 1982 - Eugen Allwein, alpinista, medico e sportivo tedesco (n. 1900)
- 1983 - Raffaello Bettazzi, politico italiano (n. 1892)
- 1983 - Luigi Migliavacca, pittore e decoratore italiano (n. 1902)
- 1983 - Luigi Norbiato, calciatore italiano (n. 1929)
- 1984 - Leonard Rossiter, attore britannico (n. 1926)
- 1984 - Giovanni Spagnolli, politico italiano (n. 1907)
- 1985 - Harald Cramér, matematico e statistico svedese (n. 1893)
- 1985 - Joachim Helbig, militare e aviatore tedesco (n. 1915)
- 1985 - Karl Menger, matematico austriaco (n. 1902)
- 1985 - Sergej Alekseevič Žarov, direttore di coro e compositore russo (n. 1886)
- 1986 - Diego Angulo Íñiguez, storico dell'arte spagnolo (n. 1901)
- 1986 - Stefano Terra, scrittore, giornalista e poeta italiano (n. 1917)
- 1986 - James H. Wilkinson, matematico britannico (n. 1919)
- 1986 - Hal B. Wallis, produttore cinematografico statunitense (n. 1898)
- 1987 - Vladimir Akimov, pallanuotista sovietico (n. 1953)
- 1987 - Walter Del Medico, calciatore italiano (n. 1920)
- 1987 - Richard Kubus, calciatore tedesco (n. 1914)
- 1987 - Meindert Niemeijer, compositore di scacchi e mecenate olandese (n. 1902)
- 1988 - Dermie O'Connell, cestista statunitense (n. 1928)
- 1988 - Edoardo Perna, avvocato, partigiano e politico italiano (n. 1918)
- 1988 - Ron Staniforth, calciatore inglese (n. 1924)
- 1989 - Ernesto Formenti, pugile italiano (n. 1927)
- 1990 - John Murray Mitchell, climatologo statunitense (n. 1928)
- 1990 - Ernesto Parga, pallanuotista argentino (n. 1935)
- 1990 - Pietro Parigi, incisore italiano (n. 1892)
- 1990 - Đorđe Vujadinović, calciatore e allenatore di calcio jugoslavo (n. 1909)
- 1990 - Jan Hendrik Waszink, latinista olandese (n. 1908)
- 1991 - Ramnath Goenka, imprenditore e giornalista indiano (n. 1904)
- 1992 - Cornelis Berkhouwer, politico olandese (n. 1919)
- 1992 - Gösta Carlsson, ciclista su strada svedese (n. 1906)
- 1992 - Billy Herman, giocatore di baseball e allenatore di baseball statunitense (n. 1909)
- 1992 - Eddie Kendricks, cantautore statunitense (n. 1939)
- 1992 - Fred Otash, investigatore privato, scrittore e attore statunitense (n. 1922)
- 1993 - Guido Aycard, calciatore e allenatore di calcio italiano (n. 1903)
- 1993 - Mario Bandirali, calciatore italiano (n. 1921)
- 1993 - Francesco Carpino, cardinale e arcivescovo cattolico italiano (n. 1905)
- 1993 - Karl Gordon Henize, astronomo e astronauta statunitense (n. 1926)
- 1993 - Radhu Karmakar, direttore della fotografia e regista indiano (n. 1919)
- 1993 - Dumitru Stăniloae, teologo rumeno (n. 1903)
- 1994 - Nini Rosso, trombettista e cantante italiano (n. 1926)
- 1995 - Lillian Fuchs, violista e compositrice statunitense (n. 1901)
- 1995 - Linda Gary, doppiatrice e attrice statunitense (n. 1944)
- 1996 - Judith Allen, attrice statunitense (n. 1911)
- 1996 - Aldo Barbieri, calciatore italiano (n. 1906)
- 1996 - Seymour Cray, ingegnere elettronico statunitense (n. 1925)
- 1996 - Richard Kröll, sciatore alpino austriaco (n. 1968)
- 1996 - Guido Mazzinghi, pugile italiano (n. 1932)
- 1997 - Andrew Keir, attore britannico (n. 1926)
- 1997 - Brian Pillman, wrestler e giocatore di football americano statunitense (n. 1962)
- 1997 - Bernard Yago, cardinale e arcivescovo cattolico ivoriano (n. 1916)
- 1998 - Pino Leccisi, politico e avvocato italiano (n. 1931)
- 1998 - Federico Zeri, storico dell'arte e critico d'arte italiano (n. 1921)
- 1999 - Suzanne Blanc, scrittrice statunitense (n. 1915)
- 2000 - Leopold Barschandt, calciatore austriaco (n. 1925)
- 2000 - Arturo Catalano Gonzaga, militare italiano (n. 1921)
- 2000 - Domenico Gaudio, politico italiano (n. 1916)
- 2000 - Cătălin Hîldan, calciatore rumeno (n. 1976)
- 2000 - Johanna Döbereiner, agronoma e batteriologa cecoslovacca (n. 1924)
- 2000 - Renato Lucchi, allenatore di calcio e calciatore italiano (n. 1921)
- 2000 - Tofiq Quliyev, compositore, pianista e direttore d'orchestra azero (n. 1917)
- 2000 - Keith Roberts, scrittore britannico (n. 1935)
- 2000 - Sidney Yates, politico statunitense (n. 1909)

## XXI secolo(163)
- 2001 - Fereydoon Foroughi, cantautore, compositore e musicista iraniano (n. 1951)
- 2001 - Jan Lenica, animatore e illustratore polacco (n. 1928)
- 2001 - Mike Mansfield, politico e diplomatico statunitense (n. 1903)
- 2001 - Emilie Schindler, filantropa tedesca (n. 1907)
- 2001 - Ollie Shoaff, cestista e allenatore di pallacanestro statunitense (n. 1923)
- 2001 - Zoltán Székely, violinista ungherese (n. 1903)
- 2002 - Lorenzo Cappa, calciatore e allenatore di calcio italiano (n. 1935)
- 2002 - Lello Di Domenico, cantante e tenore italiano (n. 1929)
- 2002 - Undine Gruenter, scrittrice tedesca (n. 1952)
- 2002 - Morag Hood, attrice scozzese (n. 1942)
- 2002 - Ron Horn, cestista statunitense (n. 1938)
- 2002 - Mia Slavenska, ballerina croata (n. 1916)
- 2002 - Jay R. Smith, attore statunitense (n. 1915)
- 2003 - Wil van Beveren, velocista olandese (n. 1911)
- 2003 - Frank J. Biondi, ingegnere statunitense (n. 1914)
- 2003 - Timothy Treadwell, ambientalista statunitense (n. 1957)
- 2003 - Neil Postman, sociologo statunitense (n. 1931)
- 2003 - Denis Quilley, attore teatrale britannico (n. 1927)
- 2003 - Annalena Tonelli, missionaria italiana (n. 1943)
- 2004 - Rodney Dangerfield, comico, attore e doppiatore statunitense (n. 1921)
- 2004 - John Richards, generale inglese (n. 1927)
- 2004 - Wayne Rutledge, hockeista su ghiaccio canadese (n. 1944)
- 2004 - Paolo Scarso, dirigente sportivo e arbitro di pugilato italiano (n. 1943)
- 2004 - Maurice Wilkins, fisico e biologo neozelandese (n. 1916)
- 2005 - George S. Hammond, chimico statunitense (n. 1921)
- 2006 - Franco Alasia, scrittore italiano (n. 1927)
- 2006 - Giuseppe Bonomo, etnologo italiano (n. 1923)
- 2006 - Miroslav Brozović, calciatore jugoslavo (n. 1917)
- 2006 - Cleveland Buckner, cestista e allenatore di pallacanestro statunitense (n. 1938)
- 2006 - Hrvoje Jukić, calciatore jugoslavo (n. 1938)
- 2006 - George King, cestista e allenatore di pallacanestro statunitense (n. 1928)
- 2006 - Speedy Long, politico statunitense (n. 1928)
- 2006 - Antonio Peña, messicano (n. 1951)
- 2007 - Giuseppe Ardinghi, pittore italiano (n. 1907)
- 2007 - Alexandra Boulat, fotoreporter francese (n. 1962)
- 2007 - José Romão Dimas, calciatore portoghese (n. 1930)
- 2007 - Walter Kempowski, scrittore tedesco (n. 1929)
- 2007 - Kim Kyu-hwan, calciatore sudcoreano (n. 1921)
- 2007 - Vladimir Kuzin, fondista sovietico (n. 1930)
- 2007 - Justin Tuveri, militare italiano (n. 1898)
- 2008 - Kim Chan, attore cinese (n. 1917)
- 2008 - Leopoldo Elia, giurista e politico italiano (n. 1925)
- 2008 - Angelo Lodi, scrittore italiano (n. 1920)
- 2008 - Ken Ogata, attore giapponese (n. 1937)
- 2008 - Hans Richter, attore e regista tedesco (n. 1919)
- 2009 - Rob Bron, pilota motociclistico olandese (n. 1945)
- 2009 - James Duesenberry, economista statunitense (n. 1918)
- 2009 - Gianni Elsner, attore, conduttore radiofonico e politico italiano (n. 1940)
- 2009 - Izrail' Moiseevič Gel'fand, matematico sovietico (n. 1913)
- 2009 - Giselher Klebe, compositore tedesco (n. 1925)
- 2009 - Hugh Lloyd-Jones, filologo classico e grecista britannico (n. 1922)
- 2010 - Roy Axe, designer britannico (n. 1937)
- 2010 - Roy Ward Baker, regista britannico (n. 1916)
- 2010 - Enrica Corti, attrice italiana (n. 1921)
- 2010 - Mary Leona Gage, modella statunitense (n. 1939)
- 2010 - Yngve Karlsen, calciatore norvegese (n. 1930)
- 2010 - Jānis Klovāns, scacchista lettone (n. 1935)
- 2010 - Steve Lee, cantante e compositore svizzero (n. 1963)
- 2010 - Karen McCarthy, politica statunitense (n. 1947)
- 2010 - Emilio Rosini, avvocato e politico italiano (n. 1922)
- 2011 - Edward Acquah, calciatore ghanese (n. 1935)
- 2011 - Níver Arboleda, calciatore colombiano (n. 1967)
- 2011 - Ademaro Breviglieri, calciatore italiano (n. 1937)
- 2011 - Matthew Brown, scrittore e storico statunitense (n. 1964)
- 2011 - Anthony Elenjimittam, filosofo, teologo e scrittore indiano (n. 1915)
- 2011 - Peter Jaks, hockeista su ghiaccio e dirigente sportivo svizzero (n. 1966)
- 2011 - Bert Jansch, chitarrista e cantautore scozzese (n. 1943)
- 2011 - Steve Jobs, imprenditore e inventore statunitense (n. 1955)
- 2011 - Pietro Lombardi, lottatore italiano (n. 1922)
- 2011 - Charles Napier, attore e produttore cinematografico statunitense (n. 1936)
- 2011 - Fred Shuttlesworth, attivista statunitense (n. 1922)
- 2012 - István Gyurasits, cestista ungherese (n. 1946)
- 2012 - Claude Pinoteau, regista, sceneggiatore e produttore cinematografico francese (n. 1925)
- 2012 - Ibérico Saint-Jean, militare e avvocato argentino (n. 1922)
- 2012 - Massimo Vannucci, politico italiano (n. 1957)
- 2013 - Gaetano Fidanzati, mafioso italiano (n. 1935)
- 2013 - George Kok, cestista statunitense (n. 1922)
- 2013 - Carlo Lizzani, regista, sceneggiatore e storico del cinema italiano (n. 1922)
- 2013 - Adriano Paolo Morando, ingegnere italiano (n. 1949)
- 2013 - Bavua Ntinu André, artista marziale congolese (Repubblica Democratica del Congo) (n. 1939)
- 2013 - Yakkun Sakurazuka, cantante e doppiatore giapponese (n. 1976)
- 2014 - Lorenzo Bartoli, fumettista, romanziere e sceneggiatore italiano (n. 1966)
- 2014 - John Best, calciatore, allenatore di calcio e dirigente sportivo inglese (n. 1940)
- 2014 - Charlie Butler, cestista statunitense (n. 1920)
- 2014 - Andrea De Cesaris, pilota automobilistico italiano (n. 1959)
- 2014 - Anna Maria Gherardi, attrice italiana (n. 1939)
- 2014 - Göte Hagström, siepista e mezzofondista svedese (n. 1918)
- 2014 - Geoffrey Holder, attore, coreografo e regista teatrale trinidadiano (n. 1930)
- 2014 - Adalberto Lepri, lottatore italiano (n. 1929)
- 2014 - Jurij Petrovič Ljubimov, attore e regista sovietico (n. 1917)
- 2014 - Arin Mirkan, militare curda
- 2014 - Jack Turner, cestista statunitense (n. 1930)
- 2014 - Misty Upham, attrice statunitense (n. 1982)
- 2015 - Chantal Akerman, regista, sceneggiatrice e artista belga (n. 1950)
- 2015 - Frank Albanese, attore statunitense (n. 1931)
- 2015 - Joker Arroyo, politico, avvocato e attivista filippino (n. 1927)
- 2015 - Larry Brezner, produttore cinematografico statunitense (n. 1942)
- 2015 - Flavio Emoli, calciatore italiano (n. 1934)
- 2015 - Sean Graham, regista, sceneggiatore e produttore cinematografico tedesco (n. 1920)
- 2015 - Óscar Herrera, calciatore cileno (n. 1959)
- 2015 - Henning Mankell, scrittore svedese (n. 1948)
- 2015 - Andrew Rubin, attore statunitense (n. 1946)
- 2015 - Carlo Maria di Borbone-Due Sicilie, principe (n. 1938)
- 2016 - Georges Balandier, antropologo e sociologo francese (n. 1920)
- 2016 - Michal Kováč, politico slovacco (n. 1930)
- 2016 - Luisa Massimo, pediatra italiana (n. 1928)
- 2016 - Cameron Moore, cestista statunitense (n. 1990)
- 2016 - Michiyo Yasuda, animatrice giapponese (n. 1939)
- 2016 - Brock Yates, giornalista, sceneggiatore e scrittore statunitense (n. 1933)
- 2017 - Georges Baert, cestista belga (n. 1926)
- 2017 - Antonius Geurts, canoista olandese (n. 1932)
- 2017 - Georges Henri Griffiths, calciatore ivoriano (n. 1990)
- 2017 - Eberhard van der Laan, politico e avvocato olandese (n. 1955)
- 2017 - François Xavier Nguyễn Văn Sang, vescovo cattolico vietnamita (n. 1931)
- 2017 - Giorgio Pressburger, regista, scrittore e drammaturgo ungherese (n. 1937)
- 2017 - Sylke Tempel, giornalista e scrittrice tedesca (n. 1963)
- 2017 - Anne Wiazemsky, attrice, scrittrice e regista francese (n. 1947)
- 2018 - Paola Bertoni, cantante italiana (n. 1943)
- 2018 - Hryhorij Chyžnjak, cestista ucraino (n. 1974)
- 2018 - Adelio Crespi, calciatore italiano (n. 1937)
- 2018 - Gilberto Idonea, attore italiano (n. 1946)
- 2018 - Herbert Kleber, psichiatra statunitense (n. 1934)
- 2018 - Franco Pannuti, oncologo italiano (n. 1932)
- 2019 - Nina Arciševskaja, cestista sovietica (n. 1933)
- 2019 - Dolores Dorn, attrice statunitense (n. 1934)
- 2019 - Marcello Giordani, tenore italiano (n. 1963)
- 2019 - Blaine Lindgren, ostacolista statunitense (n. 1939)
- 2019 - Vittorangelo Orati, economista italiano (n. 1943)
- 2019 - Paul Roe, calciatore inglese (n. 1959)
- 2020 - Ignazio Aru, ciclista su strada italiano (n. 1937)
- 2020 - Franco Bolelli, filosofo e saggista italiano (n. 1950)
- 2020 - Ruth Klüger, scrittrice e docente statunitense (n. 1931)
- 2020 - Hillary Makasa, calciatore zambiano (n. 1976)
- 2020 - Margaret Nolan, attrice e modella britannica (n. 1943)
- 2020 - Pietro Scandelli, ciclista su strada italiano (n. 1941)
- 2021 - Rossana Banti, partigiana italiana (n. 1925)
- 2021 - Rainer Baumann, calciatore tedesco orientale (n. 1930)
- 2021 - Francisca Celsa dos Santos, supercentenaria brasiliana (n. 1904)
- 2021 - Eugenio Duca, politico italiano (n. 1950)
- 2021 - Jürgen Goslar, attore, regista e sceneggiatore tedesco (n. 1927)
- 2021 - Robert Hosp, calciatore svizzero (n. 1939)
- 2021 - Luisa Mattioli, attrice italiana (n. 1936)
- 2021 - Zbigniew Pacelt, pentatleta e nuotatore polacco (n. 1951)
- 2021 - Jerry Shipp, cestista statunitense (n. 1935)
- 2021 - Nikos Tsoumanīs, calciatore greco (n. 1990)
- 2022 - Wolfgang Kohlhaase, regista e sceneggiatore tedesco (n. 1931)
- 2022 - Hans Lagerwall, schermidore svedese (n. 1941)
- 2022 - Sara Lee, wrestler e personaggio televisivo statunitense (n. 1992)
- 2022 - Ann-Christine Nyström, cantante finlandese (n. 1944)
- 2023 - Jon Beare, canottiere canadese (n. 1974)
- 2023 - Adrianna Bilik, cestista austriaca (n. 1945)
- 2023 - Dick Butkus, giocatore di football americano statunitense (n. 1942)
- 2023 - Giuseppe Da Prato, matematico italiano (n. 1936)
- 2023 - Bruno Filippini, cantante italiano (n. 1945)
- 2023 - Zorica Jevremović, drammaturga, regista teatrale e regista serba (n. 1948)
- 2023 - Vjačeslav Maksakov, attore e regista sovietico (n. 1947)
- 2023 - Risto Näätänen, psicologo finlandese (n. 1939)
- 2023 - Romano Voltolina, calciatore italiano (n. 1937)
- 2024 - A. Q. M. Badruddoza Chowdhury, politico bangladese (n. 1930)
- 2024 - Guido Benvenuti, schermidore e dirigente sportivo italiano (n. 1931)
- 2024 - Robert Coover, scrittore e slavista statunitense (n. 1932)
- 2024 - Ifigenia Martínez y Hernández, politica, diplomatica e economista messicana (n. 1925)
- 2024 - Giorgio Trevisan, fumettista, pittore e illustratore italiano (n. 1934)

## Senza anno specificato(3)
- Ampelio eremita, religioso egiziano
- Attilano di Zamora, vescovo e santo spagnolo
- Keyne